# گاز بی‌اثر

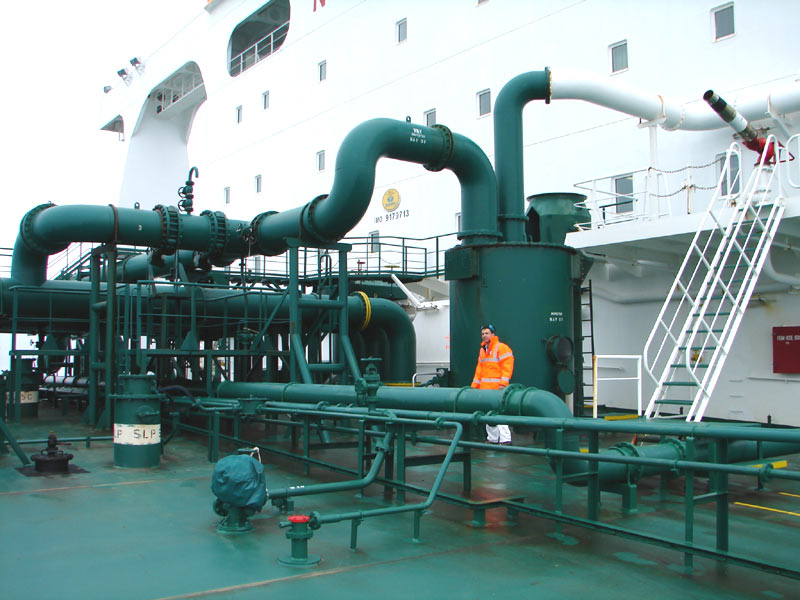
خط لوله گاز بی اثر در یک شرکت نفت

گاز بی اثر گازی است که تحت مجموعه ای از شرایط معین، در واکنش‌های شیمیایی شرکت نمی‌کند. گازهای نجیب اغلب با بسیاری از مواد واکنش نمی‌دهند و از لحاظ تاریخی به آنها گازهای بی اثر گفته می‌شد. از گازهای بی اثر به‌طور کلی برای جلوگیری از واکنشهای شیمیایی ناخواسته تخریب نمونه استفاده می‌شود. این واکنشهای شیمیایی نامطلوب اغلب واکنشهای اکسیداسیون و هیدرولیز با اکسیژن و رطوبت موجود در هوا هستند. اصطلاح گاز بی اثر وابسته به زمینه است زیرا می‌توان چندین ماده از گازهای نجیب را در شرایط خاص واکنش داد.
گازهای پالایش شده آرگون و نیتروژن به دلیل فراوانی طبیعی زیاد آنها (78.3 N N2، 1% Ar در هوا) و هزینه نسبی پایین بیشتر به عنوان گازهای بی اثر استفاده می‌شوند.
برخلاف گازهای نجیب، یک گاز بی اثر لزوماً عنصر نیست و به صورت یک گاز ترکیبی است. مانند گازهای نجیب، تمایل به عدم واکنش پذیری به دلیل وجود لایه الکترونی، خارجی‌ترین پوسته الکترونی است که در تمام گازهای بی اثر کامل است. این یک گرایش است نه یک قاعده، زیرا گازهای نجیب و سایر گازهای «بی اثر» می‌توانند نسبت به تشکیل ترکیبات واکنش نشان دهند.
عناصر گروه ١٨ شامل هلیوم، نئون، آرگون، کریپتون، زنون و رادون هستند. به آنها گازهای نجیب یا گازهای بی اثر گفته می‌شود. پیکربندی کلی لایه الکترونی ظرفیت ns 2 np 6 است. این عناصر در حالت آزاد در جو به وجود می‌آیند. آنها گازهای بی‌رنگ، بی‌مزه و بی‌بو هستند و نقاط ذوب و جوش کمی دارند و آنتالپی یونیزاسیون بالا و و الکترونگاتیویته آن‌ها بسیار کم و ناچیز است.

## تولید
گازهای بی اثر با جداسازی هوا، به استثنای هلیوم که از چند منبع گاز طبیعی غنی از این عنصر جدا می‌شود، از طریق تقطیر کرایوژنیک یا جداسازی غشاء به دست می‌آیند. برای کاربردهای تخصصی، گاز بی اثر تصفیه شده توسط ژنراتورهای تخصصی در محل تولید می‌شود.

## کاربردها
به دلیل خاصیت غیر واکنشی گازهای بی اثر، آنها اغلب برای جلوگیری از وقوع واکنشهای شیمیایی نامطلوب مفید هستند. برای حذف گاز اکسیژن در مواد خوراکی، در گاز بی اثر بسته‌بندی می‌شوند؛ که مانع از رشد باکتری‌ها می‌شود. همچنین از اکسیداسیون شیمیایی توسط اکسیژن موجود در هوای عادی جلوگیری می‌کند. در بسته‌بندی مواد غذایی، گازهای بی اثر به عنوان ماده نگهدارنده غیرفعال، بر خلاف مواد نگهدارنده فعال مانند سدیم بنزوئیک اسید (یک ضد میکروب) یا دی‌بوتیل هیدروکسی تولوئن (یک آنتی‌اکسیدان) استفاده می‌شود.